# H&K HK69
H&K HK69は、ドイツのH&K社が開発した口径40mmの擲弾発射器である。

## 構造
HK69の構造は、アメリカ製のM79に類似した中折単発式のグレネードランチャーであるが、ピストルグリップや引き込み式の銃床を有するなど、より先進的な形状をしている。また、HK69の撃鉄は外部に露出しており、シングルアクション式に操作できるため、起こされた撃鉄の解除を容易に行える。
ドイツ連邦軍は、HK69をグラナートヴェルファー（Granatwerfer 擲弾発射器）ではなく、グラナートピストーレ（Granatpistole 擲弾拳銃）と呼称している。派生型として、G3やG36などのアサルトライフルに装着できるHK79 アドオン・グレネードランチャーがある。
HK69・HK79シリーズの後継機種として、同じH&K社によってAG36が開発されている。

## 採用国
- ドイツ - 2025年時点で、ドイツ陸軍が「Granatpistole 40mm AG40-1A1」の名称で運用している[1]。

## 登場作品

### 映画
『RONIN』
サム（ロバート・デ・ニーロ）が使用。
『ミニミニ大作戦』
後半、現金輸送車を地下のトンネルに落とした後、スモーク弾（麻酔）を車の中に打ち込む際に使用。
『13時間 ベンガジの秘密の兵士』
GRSのジョン・“ティグ”・タイジェンが使用。領事館からの撤収途中で落としてしまう。

### アニメ
『フルメタル・パニック? ふもっふ』
第三話「鋼鉄のサマー・イリュージョン」において日向家に乗り込む際に、相良宗介が使用。
『ルパン三世 DEAD OR ALIVE』
クライマックスにおいて、漂流島に乗り込んだ際に次元大介が使用。

### 漫画
『TISTA』
『海竿』
『チェイサー朱理』
『未成年J』

### ゲーム
『WarRock』
重火器兵用の課金武器として登場。
『グランド・セフト・オートシリーズ』
『GTAIV:TLAD』『GTA:TBoGT』
「グレネードランチャー」の名称で登場する。
『ディノクライシス』
カスタムパーツを手に入れることで、3連発が可能となる。
『ディノクライシス2』
信号弾を発射する。イベント戦で使うのみだが、弾数無限で、強力な砲撃支援を受けられる。
『パラサイト・イヴ2』
「グレネード・ピストル」の名称で登場。序盤から使えるが、1発装填なので扱いづらい。
『レッドクルシブル2』
「Panzer Pistol」という名称で登場。直撃させると一撃で敵を倒せる。